# بيت عزيز (النادرة)

تعديل مصدري - تعديل

بيت عزيز محلة تابعة لقرية نفيع، التابعة لعزلة الفجرة بمديرية النادرة إحدى مديريات محافظة إب في الجمهورية اليمنية، بلغ تعداد سكانها 69 حسب تعداد اليمن لعام 2004.